# Diocèse de Toledo
Ne doit pas être confondu avec Diocèse de Toledo (États-Unis).

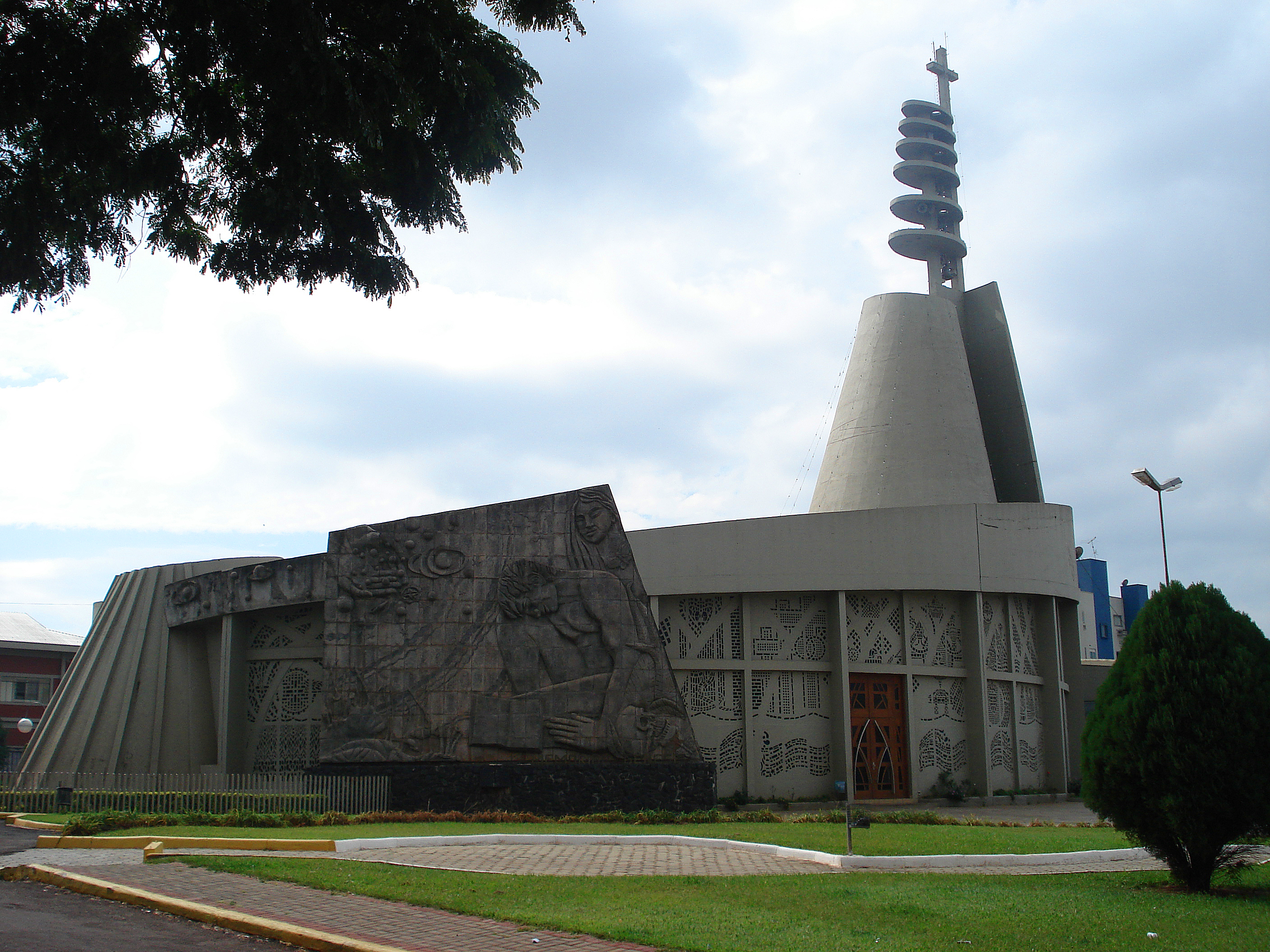
Cathédrale Cristo Rei (du Christ-Roi) du diocèse de Toledo dans l'État du Paraná.

Le diocèse de Toledo (en latin, Dioecesis Toletanus in Brasilia) est une circonscription ecclésiastique de l'Église catholique au Brésil.
Son siège se situe dans la ville de Toledo, dans l'État du Paraná. Créé en 1959, il est suffragant de l'archidiocèse de Cascavel et s'étend sur 8 000 km2.
Son évêque depuis 2023 est Mgr João Carlos Seneme.